# Boy de Jong
Boy de Jong (Voorburg, 10 april 1994) is een voormalig Nederlands profvoetballer die dienstdeed als doelman. Hij is een zoon van oud-doelman Max de Jong.

## Clubcarrière
De Jong begon met voetballen bij VSV TONEGIDO uit zijn geboorteplaats. Daar werd hij opgepikt door ADO Den Haag, waar hij in de jeugdopleiding terecht kwam. Later maakte hij de overstap naar de Feyenoord Academy. De Jong werd door Feyenoord in het seizoen 2013/14 gestald bij stadsgenoot Excelsior, maar kwam daar niet aan spelen toe.
In de zomer van 2014 tekende hij een eenjarig contract bij PEC Zwolle, met een optie voor een tweede seizoen. Met de Zwollenaren won hij de Johan Cruijff Schaal, al kwam hij niet in actie. Op 19 december 2015 debuteerde hij voor PEC Zwolle in de uitwedstrijd tegen PSV. Na afloop van dat seizoen werd zijn contract niet verlengd. In juli 2016 maakte hij transfervrij de overstap naar Telstar, waar hij een contract tekende voor een seizoen met optie voor nog een jaar.
Na een seizoen bij De Witte Leeuwen maakte De Jong in augustus 2017 de overstap naar het Belgische RSC Anderlecht. Bij RSC Anderlecht kwam hij in twee seizoenen niet verder dan de bank. Medio 2019 liep zijn contract af en ging hij naar het Zuid-Afrikaanse Stellenbosch FC. Op 26 maart 2020 liet hij zijn contract ontbinden en keerde hij terug naar Nederland in verband met de coronapandemie.
Terug in Nederland ging hij spelen voor Katwijk, uitkomend in de Tweede divisie. Daarnaast werd hij keeperstrainer bij de Feyenoord Academy. Bij Katwijk werd De Jong geen eerste keus en dus besloot hij om na een seizoen de club achter zich te laten en te verruilen voor VV Zwaluwen, uitkomend in de Vierde divisie.

## Clubstatistieken

### Beloften
| Seizoen                      | Club                | Competitie          | Competitie | Competitie | Overig | Overig | Totaal | Totaal |
| Seizoen                      | Club                | Competitie          | Wed.       | Dlp.       | Wed.   | Dlp.   | Wed.   | Dlp.   |
| ---------------------------- | ------------------- | ------------------- | ---------- | ---------- | ------ | ------ | ------ | ------ |
| 2012/13                      | Feyenoord Onder 21  | Beloften Eredivisie | –          | –          | 0      | 0      | 0      | 0      |
| 2013/14                      | Feyenoord Onder 21  | Beloften Eredivisie | 5          | 0          | –      | –      | 5      | 0      |
| 2014/15                      | PEC Zwolle Onder 21 | Beloften Eredivisie | 5          | 0          | 6      | 0      | 11     | 0      |
| 2015/16                      | PEC Zwolle Onder 21 | Beloften Eredivisie | 6          | 0          | 3      | 0      | 9      | 0      |
| Carrière totaal              | Carrière totaal     | Carrière totaal     | 16         | 0          | 9      | 0      | 25     | 0      |
| Bijgewerkt op 2 januari 2023 |                     |                     |            |            |        |        |        |        |

### Senioren
| Seizoen                      | Club            | Competitie            | Competitie | Competitie | Beker | Beker | Internationaal | Internationaal | Overig | Overig | Totaal | Totaal |
| Seizoen                      | Club            | Competitie            | Wed.       | Dlp.       | Wed.  | Dlp.  | Wed.           | Dlp.           | Wed.   | Dlp.   | Wed.   | Dlp.   |
| ---------------------------- | --------------- | --------------------- | ---------- | ---------- | ----- | ----- | -------------- | -------------- | ------ | ------ | ------ | ------ |
| 2013/14                      | → Excelsior     | Eerste divisie        | 0          | 0          | 0     | 0     | –              | –              | 0      | 0      | 0      | 0      |
| 2014/15                      | PEC Zwolle      | Eredivisie            | 0          | 0          | 0     | 0     | 0              | 0              | 0      | 0      | 0      | 0      |
| 2015/16                      | PEC Zwolle      | Eredivisie            | 1          | 0          | 0     | 0     | –              | –              | 1      | 0      | 2      | 0      |
| 2016/17                      | Telstar         | Eerste divisie        | 20         | 0          | 0     | 0     | –              | –              | 0      | 0      | 20     | 0      |
| 2017/18                      | RSC Anderlecht  | Eerste klasse         | 0          | 0          | 0     | 0     | –              | –              | 0      | 0      | 0      | 0      |
| 2018/19                      | RSC Anderlecht  | Eerste klasse         | 0          | 0          | 1     | 0     | –              | –              | 0      | 0      | 1      | 0      |
| 2019/20                      | FC Stellenbosch | Premier Soccer League | 17         | 0          | 0     | 0     | –              | –              | 0      | 0      | 17     | 0      |
| 2020/21                      | VV Katwijk      | Tweede divisie        | 5          | 0          | 0     | 0     | –              | –              | 0      | 0      | 5      | 0      |
| 2021/22                      | VV Zwaluwen     | Vierde divisie        | 28         | 0          | 0     | 0     | –              | –              | 2      | 0      | 30     | 0      |
| Carrière totaal              | Carrière totaal | Carrière totaal       | 71         | 0          | 2     | 0     | 0              | 0              | 3      | 0      | 75     | 0      |
| Bijgewerkt op 2 januari 2023 |                 |                       |            |            |       |       |                |                |        |        |        |        |

## Interlandcarrière

### Nederland Onder 16
Op 29 oktober 2009 debuteerde De Jong voor Nederland Onder 16 in een vriendschappelijke wedstrijd tegen Spanje Onder 16. In totaal speelde hij vier wedstrijden als basisspeler en een wedstrijd als invaller. Vier keer zat De Jong zonder speelminuten bij de selectie.
| Interlands van Boy de Jong | Interlands van Boy de Jong | Interlands van Boy de Jong | Interlands van Boy de Jong | Interlands van Boy de Jong | Interlands van Boy de Jong |
| №                          | Datum                      | Wedstrijd                  | Uitslag                    | Soort Wedstrijd            | Doelpunten                 |
| Als speler bij Feyenoord   | Als speler bij Feyenoord   | Als speler bij Feyenoord   | Als speler bij Feyenoord   | Als speler bij Feyenoord   | Als speler bij Feyenoord   |
| -------------------------- | -------------------------- | -------------------------- | -------------------------- | -------------------------- | -------------------------- |
| 1.                         | 29 oktober 2009            | Spanje – Nederland         | 1 – 2                      | Vriendschappelijk          | 0                          |
| 2.                         | 31 oktober 2009            | Italië – Nederland         | 0 – 2                      | Vriendschappelijk          | 0                          |
| 3.                         | 4 december 2009            | Brazilië – Nederland       | 2 – 0                      | Vriendschappelijk          | 0                          |
| 4.                         | 4 februari 2010            | Nederland – Portugal       | 1 – 1                      | Vriendschappelijk          | 0                          |
| 5.                         | 8 februari 2010            | Nederland – Ierland        | 3 – 1                      | Vriendschappelijk          | 0                          |

### Nederland Onder 17
Op 21 oktober 2010 debuteerde De Jong voor Nederland Onder 17 in een kwalificatiewedstrijd tegen Letland Onder 17. In totaal speelde hij veertien wedstrijden als basisspeler en nul wedstrijden als invaller. Twee keer zat De Jong zonder speelminuten bij de selectie. In 2011 werd wist hij met het elftal Europees kampioen te worden.
| Interlands van Boy de Jong | Interlands van Boy de Jong | Interlands van Boy de Jong    | Interlands van Boy de Jong | Interlands van Boy de Jong    | Interlands van Boy de Jong |
| №                          | Datum                      | Wedstrijd                     | Uitslag                    | Soort Wedstrijd               | Doelpunten                 |
| Als speler bij Feyenoord   | Als speler bij Feyenoord   | Als speler bij Feyenoord      | Als speler bij Feyenoord   | Als speler bij Feyenoord      | Als speler bij Feyenoord   |
| -------------------------- | -------------------------- | ----------------------------- | -------------------------- | ----------------------------- | -------------------------- |
| 1.                         | 21 oktober 2010            | Nederland – Letland           | 1 – 0                      | Kwalificatie EK Onder 17 2011 |                            |
| 2.                         | 23 oktober 2010            | San Marino – Nederland        | 0 – 6                      | Kwalificatie EK Onder 17 2011 |                            |
| 3.                         | 8 februari 2011            | Griekenland – Nederland       | 0 – 1                      | Vriendschappelijk             |                            |
| 4.                         | 2 maart 2011               | Nederland – België            | 2 – 0                      | Vriendschappelijk             |                            |
| 5.                         | 24 maart 2011              | Nederland – Oostenrijk        | 2 – 1                      | Kwalificatie EK Onder 17 2011 |                            |
| 6.                         | 26 maart 2011              | Kroatië – Nederland           | 0 – 0                      | Kwalificatie EK Onder 17 2011 |                            |
| 7.                         | 29 maart 2011              | Nederland – Portugal          | 1 – 0                      | Kwalificatie EK Onder 17 2011 |                            |
| 8.                         | 3 mei 2011                 | Duitsland – Nederland         | 0 – 2                      | Eindronde EK Onder 17 2011    |                            |
| 9.                         | 6 mei 2011                 | Nederland – Roemenië          | 1 – 0                      | Eindronde EK Onder 17 2011    |                            |
| 10.                        | 12 mei 2011                | Nederland – Engeland          | 1 – 0                      | Eindronde EK Onder 17 2011    |                            |
| 11.                        | 15 mei 2011                | Duitsland – Nederland         | 2 – 5                      | Eindronde EK Onder 17 2011    |                            |
| 12.                        | 18 juni 2011               | Congo-Brazzaville – Nederland | 1 – 0                      | Eindronde WK Onder 17 2011    |                            |
| 13.                        | 21 juni 2011               | Noord-Korea – Nederland       | 1 – 1                      | Eindronde WK Onder 17 2011    |                            |
| 14.                        | 24 juni 2011               | Mexico – Nederland            | 3 – 2                      | Eindronde WK Onder 17 2011    |                            |

### Nederland onder 18
Op 11 november 2011 debuteerde De Jong voor Nederland Onder 18 in een vriendschappelijke wedstrijd tegen Roemenië Onder 18. In totaal speelde hij een wedstrijd als basisspeler en nul wedstrijden als invaller. Nul keer zat De Jong zonder speelminuten bij de selectie.
| Interlands van Boy de Jong | Interlands van Boy de Jong | Interlands van Boy de Jong | Interlands van Boy de Jong | Interlands van Boy de Jong | Interlands van Boy de Jong |
| №                          | Datum                      | Wedstrijd                  | Uitslag                    | Soort Wedstrijd            | Doelpunten                 |
| Als speler bij Feyenoord   | Als speler bij Feyenoord   | Als speler bij Feyenoord   | Als speler bij Feyenoord   | Als speler bij Feyenoord   | Als speler bij Feyenoord   |
| -------------------------- | -------------------------- | -------------------------- | -------------------------- | -------------------------- | -------------------------- |
| 1.                         | 11 november 2011           | Nederland – Roemenië       | 1 – 1                      | Vriendschappelijk          |                            |

### Nederland onder 19
Op 10 september 2012 debuteerde De Jong voor Nederland Onder 19 in een vriendschappelijke wedstrijd tegen Schotland Onder 19. In totaal speelde hij zes wedstrijden als basisspeler en nul wedstrijd als invaller. Nul keer zat De Jong zonder speelminuten bij de selectie.
| Interlands van Boy de Jong | Interlands van Boy de Jong | Interlands van Boy de Jong | Interlands van Boy de Jong | Interlands van Boy de Jong    | Interlands van Boy de Jong |
| №                          | Datum                      | Wedstrijd                  | Uitslag                    | Soort Wedstrijd               | Doelpunten                 |
| Als speler bij Feyenoord   | Als speler bij Feyenoord   | Als speler bij Feyenoord   | Als speler bij Feyenoord   | Als speler bij Feyenoord      | Als speler bij Feyenoord   |
| -------------------------- | -------------------------- | -------------------------- | -------------------------- | ----------------------------- | -------------------------- |
| 1.                         | 10 september 2012          | Schotland – Nederland      | 1 – 2                      | Vriendschappelijk             |                            |
| 2.                         | 6 februari 2013            | Nederland – Schotland      | 2 – 1                      | Vriendschappelijk             |                            |
| 3.                         | 21 maart 2013              | Nederland – Tsjechië       | 6 – 0                      | Vriendschappelijk             |                            |
| 4.                         | 5 juni 2013                | Nederland – Noorwegen      | 2 – 1                      | Kwalificatie EK Onder 19 2013 |                            |
| 5.                         | 7 juni 2013                | Nederland – Cyprus         | 0 – 1                      | Kwalificatie EK Onder 19 2013 |                            |
| 6.                         | 10 juni 2013               | Duitsland – Nederland      | 0 – 1                      | Kwalificatie EK Onder 19 2013 |                            |

## Erelijst
Nederland Onder 17
| Competitie                 | Winnaar | Winnaar | Runner-up | Runner-up |
| Competitie                 | Aantal  | Jaren   | Aantal    | Jaren     |
| -------------------------- | ------- | ------- | --------- | --------- |
| Internationaal             |         |         |           |           |
| Europees Kampioen Onder 17 | 1x      | 2011    |           |           |